# José Rovirosa Virgili
José Rovirosa Virgili (Barcelona, 11 de febrero de 1878-Madrid, 1 de noviembre de 1935) fue un matador de toros y oftalmólogo, caballero de la Orden de Alfonso XII.

## Trayectoria taurina
Hijo de una arraigada y acomodada familia barcelonesa, inició sus andaduras en el mundo de la tauromaquia en el año 1900, en la Plaza de toros de las Arenas (Barcelona), actuando junto a Alejandro Alvarado «Alvaradito» y Antonio Rivas «Morenito de San Bernardo». Su debut se hizo ante el toro Costurero, n.º 56, negro, de la ganadería de Indalecio Gómez. El cronista taurino Lorenzo Uraga destacó tras la actuación de Rovirosa cómo el diestro, que fue revolcado en dos ocasiones, se presentó nervioso y entusiasmado ante sus paisanos y se caracterizó aquella tarde «por tener facultad, valor y valor sereno para ello».
Trasladado a Madrid para realizar sus estudios de medicina en la Facultad de Medicina de la Complutense, en esos años conoció en Madrid al torero Luis Mazzantini, con quien compartió diferentes aficiones como la esgrima, y junto al que se inició en la profesión taurina. Gracias al torero guipuzcoano, Rovirosa actuó a finales de 1900 en México, actuando, entre otros compromisos, en las plazas de Orizaba, Chihuahua (Chihuahua), Monterrey o Durango.
En esa misma campaña americana, el 30 de diciembre de 1900, en la antigua plaza de toros de Puebla de Zaragoza, tomó la alternativa, en la que está considerada como la última corrida del siglo XIX. Aquella tarde, con toros de la ganadería de San Diego de los Padres, se doctoró de manos del torero aragonés Nicanor Villa «Villita», con la presencia del diestro Antonio Olmedo «Valentín». En el mes de febrero, en la misma plaza de toros, recibió una de sus primeras cornadas: «Al dar un cambio, arrodillado, fué cogido por el pecho, no sacando más que una herida de poca consideración en la mano derecha».
 

En 1901 hizo temporada en América en los primeros meses del año, llegando a contabilizar hasta 18 actuaciones. En España, entre los festejos lidiados, destaca la corrida que mató el 16 de junio en Las Arenas de Barcelona junto a «Morenito de San Bernardo» y Manuel Domínguez, donde el cronista destaca lo mal que anduvo Rovirosa. En el periódico La Dinastía, además de dar cuenta del sainete que debió montar con la espada el torero catalán, le dedican unos versos: «Y el señor de Rovirosa/ que viste de azul y oro,/ tras el brindis de costumbre,/ se va derechito al toro». En la revista Mundo artístico, el crítico taurino vaticina el futuro del diestro: 
— ¿Y de Rovirosa? '
— Psee... .
—¿Usted cree?...
—Yo creo que debe enmendarse de algunos defectos, pues de lo contrario no irá muy lejos y... basta de conversación. 
Entre las actuaciones de aquel año destaca la corrida que lidió el 8 de septiembre de 1901 en la Plaza de toros de Tortosa (Tarragona), junto a Manuel Lavi «Esparterito» y «Finito chico». Durante la corrida, el primero de la tarde, de la ganadería de Perres y Ferrando, una grave cornada en el brazo derecho y en la axila, además de varios varetazos y pisotones.
A final de esta temporada de 1901, por medio de un comentario satírico que realizó uno de los colaboradores de la revista El mundo artístico, se conoció que Rovirosa decidió cortarse la coleta, recriminándosele —como a otros toreros similares— su origen burgués y acomodado. En 1904, se dio cuenta en el semanario taurino La Fiesta Nacional del estado de Rovirosa como torero retirado, dentro de un concurso satírico realizado por esta revista, donde recibió el último puesto entre los mejores toreros retirados o fallecidos.
Antes de su retirada de los ruedos, intervino también en varios festejos taurinos, donde tuvo también varios percances. Así, están documentadas sus actuaciones en el municipio de Pilas, donde sufrió una lesión en la cadera en el toro que brindó a la condesa de Pals, así como una rotura de la tibia en Tablada, para la que se le recomendó un largo periodo de reposo.

## Trayectoria médica
El diestro catalán José Rovirosa compaginó su carrera profesional como torero con los estudios de medicina, siendo el primer torero catalán en mantener este doble estatus taurino y académico. Tras su retirada de los ruedos, y centro en su formación como médico y oftalmólogo, entró a formar parte dentro del equipo oftalmológico del reputado Ignacio Barraquer, y se doctoró el 26 de octubre de 1906, con una investigación sobre «Etiología y pronóstico de las hemorragias retinianas», que obtuvo el reconocimiento de sobresaliente de manos del tribunal. El éxito de su trabajo, así como sus publicaciones científicas, le valieron ese mismo año la condecoración de caballero de la Orden de Alfonso XII, «como premio á sus hermosos trabajos científicos».
Como reputado oftalmólogo, atendió a compromisos académicos como el planteado en el Ateneo de Madrid en diciembre de 1906, donde se dirigió al auditorio sobre la importancia del oftalmoscopio en la medicina de su tiempo. Además de estas charlas magistrales, intervino en el Instituto de Terapéutica Operatoria de La Moncloa, con una disertación acerca de «Las hemorragias retinianas como síntoma de diversas enfermedades generales de nuestro organismo» o en el Centro Aragonés de Madrid para hablar de «Alucinaciones e ilusiones ópticas».
Autor de diversas publicaciones científicas, entre las que destacan trabajos como su ensayo sobre bacterioterapia en oftalmología, publicada en junio de 1915 en la revista España médica, fue inventor de un sistema capaz de mejorar los problemas relacionados con el nervio óptico, tal y como se hizo eco el periódico El Imparcial, en su edición de 21 de febrero de 1908.

### Cegar para ver(1927)
La etapa más particular de Rovirosa como oftalmólogo fue, sin duda, su incursión como dramaturgo. En el año 1927 se decidió a escribir su primera y única obra de teatro, donde ponía de manifiesto sus conocimientos y su trayectoria como médico oculista. Este trabajo, titulado Cegar para ver, hacía un guiño en el nombre a la obra homónima de Ambrosio de Arce, titulada Cegar para ver mejor (1660). 

La revista Blanco y Negro, en su edición de 23 de enero de 1927, se hacía eco del estreno de la obra, que tuvo lugar en el Teatro Fuencarral (Madrid, España) y que estuvo protagonizada por el actor Francisco Portes: 
Don José Rovirosa viene al mundo luminoso de las bambalinas con el acopio de ciencia experimental amasado en su tentativa de inferencia entre uno y otro campo a base de este escepticismo: «La vida sólo puede soportarse en el misterio de la ceguera, y esta obscuridad dilata los horizontes serenos del espíritu»; apotegma desconsolador desde el más grosero punto de vista escénico: el de la taquilla, a menos que la civilización no encuentre para un teatro ciego mayores posibilidades. Pese a su título paradójico, Cegar para ver fue comprendida y reiteradamente aplaudida por el público de Fuencarral. 

## Vida privada
Rovirosa, fundador de una clínica de oftalmología en Madrid, estuvo casado con Dolores González Dalmau, con quien tuvo siete hijos, entre los que destaca el también oftalmólogo madrileño José Rovirosa González.